# Анн Фонтен
А́нн Фонте́н (фр. Anne Fontaine, справжні ім'я та прізвище — А́нн-Фонте́н Сіберте́н-Бла́н (фр. Anne-Fontaine Sibertin-Blanc); нар. 15 липня 1959, Люксембург) — французька кінорежисерка, сценаристка та акторка.

## Життєпис
Анн-Фонтен Сібертен-Блан народилася 15 липня 1959 року в Люксембурзі. Частину дитинства провела в Лісабоні, Португалія, де працював її батько, професор, композитор і органіст Антуан Сібертен-Блан (Antoine Sibertin-Blanc). Згодом вона переїхала в Париж, де навчалася танців. У 1980 році Робер Оссейн запросив Анн Фонтен у театральну постановку «Горбань з Нотр-дам» за романом Віктора Гюго «Собор Паризької Богоматері».
Як кіноакторка Анн Фонтен дебютувала в еротичній мелодрамі «Ніжні кузини» (фр. Tendres cousines) в 1980 році. Потім знімалася переважно в телефільмах і серіалах.
Перший фільм Анн Фонтен як режисерки і сценаристки — «Любовні історії закінчуються погано… як правило» (фр. Les Histoires d'amour finissent mal... en général). Це також її перший спільний фільм з чоловіком, кінопродюсером Філіппом Каркассоном. У наступному фільмі, «Августин», знявся її брат, Жан-Кретьєн Сібертен-Блан (Jean-Chrétien Sibertin-Blanc). Також він зіграв ролі у фільмах Фонтен «Августин, король кунг-фу» і «Новий шанс». Перший міжнародний успіх Фонтен приніс фільм «Сухе прибирання», який отримав приз за найкращий сценарій на Венеціанському кінофестивалі. Потім були зняті фільми «Наталі» з Жераром Депардьє, Фанні Ардан і Еммануель Беар у головних ролях та «Коко до Шанель» з Одрі Тоту, який отримав три номінації на премію «BAFTA» та шість номінацій на французьку національну кінопремію «Сезар».
У 2013 році Анн Фонтен зняла свій перший англомовний фільм «Таємний потяг». У прокаті він демонструвався під назвами «Two Mothers», «Perfect Mothers», «Adore», «Adoration». У головних ролях знялися Наомі Воттс і Робін Райт. Фільм не мав успіху, касові збори склали 300 тисяч доларів, рейтинг «Rotten Tomatoes» — 31 %.
Восени 2014 року на Міжнародному кінофестивалі в Торонто відбулася прем'єра фільму Анн Фонтен «Джемма Боварі» (чи «Інша Боварі») за мотивами роману Гюстава Флобера «Пані Боварі». У головних ролях знялися Джемма Артертон і Фабріс Лукіні.
Фільм Анн Фонтен 2016 року «Невинні» було номіновано в чотирьох категоріях на здобуття «Сезара» 2017 року, у тому числі як найкращий фільм та за найкращу режисерську роботу.

## Фільмографія
Режисерка і сценаристка
| Рік  | Назва українською                                 | Оригінальна назва                               | Режисер | Сценарист |
| ---- | ------------------------------------------------- | ----------------------------------------------- | ------- | --------- |
| 1993 | Любовні історії закінчуються погано... як правило | Les Histoires d'amour finissent mal… en général | Так     | Так       |
| 1995 | Августин                                          | Augustin                                        | Так     | Так       |
| 1997 | Сухе прибирання                                   | Nettoyage à sec                                 | Так     | Так       |
| 1999 | Августин, король кунг-фу                          | Augustin, roi du kung-fu                        | Так     | Так       |
| 2001 | Як я убив свого батька                            | Comment j'ai tué mon père                       | Так     | Так       |
| 2003 | Наталі...                                         | Natalie                                         | Так     | Так       |
| 2005 | У його руках                                      | Entre ses mains                                 | Так     | Так       |
| 2006 | Новий шанс                                        | Nouvelle chance                                 | Так     | Так       |
| 2008 | Дівчина з Монако                                  | La fille de Monaco                              | Так     | Так       |
| 2009 | Коко до Шанель                                    | Coco avent de Chanel                            | Так     | Так       |
| 2009 | Хлоя                                              | Chloe                                           |         | Так       |
| 2011 | Мій найстрашніший кошмар                          | Mon pire cauchemar                              | Так     | Так       |
| 2013 | Таємний потяг                                     | Perfect Mothers (Adore)                         | Так     | Так       |
| 2014 | Джемма Боварі                                     | Gemma Bovery                                    | Так     | Так       |
| 2016 | Невинні                                           | Les innocentes                                  | Так     | Так       |
| 2017 | Марвін, або Чудове виховання                      | Marvin ou la Belle Éducation                    | Так     | Так       |

Акторка
| Рік       |    | Українська назва                          | Оригінальна назва          | Роль     |
| --------- | -- | ----------------------------------------- | -------------------------- | -------- |
| 1980      | ф  | Ніжні кузини                              | Tendres cousines           | Жустін   |
| 1981      | ф  | Якщо моє обличчя вам подобається…         | Si ma gueule vous plaît... | Ізабель  |
| 1982      | тф |                                           | En votre aimable règlement | Альба    |
| 1985      | тф | Між котами і вовками Entre chats et loups | Кароль Ламбер              |          |
| 1985      | ф  |                                           | P.R.O.F.S.                 | Маріте   |
| 1986—1990 | с  | Рожева серія                              | Série rose                 | Матильда |
| 1987      | тф | Білий кит                                 | La baleine blanche         | Клодін   |
| 1999      | ф  | Тільки не скандал                         | Pas de scandale            | Наталі   |

## Визнання
Загалом за час своєї творчої кар'єри Анн Фонтен отримала 5 фестивальних та професійних кінонагород з понад 30 номінацій.
| Рік                                                         | Категорія                                       | Фільм                                           | Результат |
| ----------------------------------------------------------- | ----------------------------------------------- | ----------------------------------------------- | --------- |
| Приз Жана Віго                                              |                                                 |                                                 |           |
| 1993                                                        | Найкращий художній фільм                        | Любовні історії закінчуються погано… як правило | Перемога  |
| Венеційський міжнародний кінофестиваль                      |                                                 |                                                 |           |
| 1997                                                        | Золотий лев                                     | Сухе прибирання                                 | Номінація |
| 1997                                                        | Приз «Золоті Озелли» за найкращий сценарій      | Сухе прибирання                                 | Перемога  |
| 2017                                                        | Блакитний лев                                   | Марвін, або Чудове виховання                    | Перемога  |
| Премія «Сезар»                                              |                                                 |                                                 |           |
| 1998                                                        | Найкращий оригінальний або адаптований сценарій | Сухе прибирання                                 | Номінація |
| 2006                                                        | Найкращий адаптований сценарій                  | У його руках                                    | Номінація |
| 2010                                                        | Найкращий адаптований сценарій                  | Коко до Шанель                                  | Номінація |
| 2017                                                        | Найкращий фільм                                 | Невинні                                         | Номінація |
| 2017                                                        | Найкраща режисерська робота                     | Невинні                                         | Номінація |
| 2017                                                        | Найкращий оригінальний сценарій                 | Невинні                                         | Номінація |
| Премія Європейської кіноакадемії                            |                                                 |                                                 |           |
| 2009                                                        | Приз глядацьких симпатій                        | Коко до Шанель                                  | Номінація |
| Премія BAFTA                                                |                                                 |                                                 |           |
| 2010                                                        | Найкращий фільм не англійською мовою            | Коко до Шанель                                  | Номінація |
| Норвезький міжнародний кінофестиваль                        |                                                 |                                                 |           |
| 2016                                                        | Приз «Андреас»                                  | Невинні                                         | Перемога  |
| Міжнародний кінофестиваль в Провінстауні (Массачусетс, США) |                                                 |                                                 |           |
| 2016                                                        | Приз аудиторії за найкращу художню особливість  | Невинні                                         | Перемога  |
| Міжнародний кінофестиваль у Вальядоліді                     |                                                 |                                                 |           |
| 2016                                                        | Золотий колос за найкращий фільм                | Невинні                                         | Номінація |
| 2016                                                        | Приз ФІПРЕССІ                                   | Невинні                                         | Перемога  |